# Hiperplàsia suprarenal congènita
La hiperplàsia suprarenal congènita (HSC) agrupa un conjunt de malalties autosòmiques recessives causades per un dèficit enzimàtic que condueix a una alteració en la síntesi de cortisol. És el resultat de la deficiència d'un dels cinc enzims necessaris per a la síntesi de cortisol a l'escorça suprarenal. La majoria d'aquests trastorns impliquen una producció excessiva o deficient de hormones com els glucocorticoides, mineralocorticoides o esteroides sexuals, i poden alterar el desenvolupament de les característiques sexuals primàries o secundàries en alguns nadons, nens o adults afectats. És un dels trastorns autosòmics recessius més comuns en humans.

## Síntesi d'hormones esteroides
A la glàndula suprarenal, partir del colesterol, se sintetitzen les següents hormones esteroides:
- glucocorticoides (cortisol), encarregats de regular la gluconeogènesi i degradació de lípids i proteïnes
- mineralocorticoides (aldosterona), els quals regulen el manteniment de sals i aigua en l'organisme
- andrògens (testosterona)

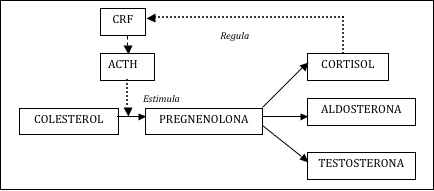
Esquema de la secreció d'hormones esteroides

L'hipotàlem secreta el factor d'alliberació corticotropina (CRF) que actua sobre l'adenohipòfisis alliberant l'hormona corticotropina (ACTH). Aquesta substància és l'encarregada de controlar l'esteroidogènesi a la glàndula suprarenal estimulant la síntesi de pregnenolona, molècula precursora de cortisol, aldosterona i testosterona. D'altra banda el cortisol és l'encarregat de regular la secreció de CRF i ACTH.

## Genètica
La HSC és deguda a mutacions de gen per a enzims que medien els passos bioquímics de producció de mineralocorticoides, glucocorticoides o esteroides sexuals des del colesterol per les glàndules suprarenals (esteroidogènesi).
Cada forma d'HSC està associada a un gen defectuós específic. El tipus més comú (95% dels casos) involucra el gen de la 21-hidroxilasa, que es troba a 6p21.3 com a part del complex HLA; La deficiència de 21-hidroxilasa és el resultat d'una mutació única amb dues còpies properes altament homòlogues en sèrie que consisteixen en un gen actiu (CYP21A2) i un pseudogen inactiu (CYP21A1P). Els al·lels mutants resulten de la recombinació entre l'actiu i el pseudogen (conversió gènica). Al voltant del 5% dels casos d'HSC es deuen a defectes en el gen que codifica la 11β-hidroxilasa i consegüent deficiència d'11β-hidroxilasa. Altres formes més rares d'HSC són causades per mutacions en gens, com ara HSD3B2 (3β-hidroxiesteroide deshidrogenasa 2), CYP17A1 (17α-hidroxilasa/17,20- liasa), CYP11A1 (P450scc; enzim d'escissió de la cadena lateral del colesterol), STAR (proteïna reguladora aguda esteroidogènica; StAR), CYB5A (citocrom b5) i CYPOR (citocrom P450 oxidoreductasa; POR).

## Tipus
La HSC es pot presentar de diverses formes. La presentació clínica de cada forma és diferent i depèn en gran manera del defecte enzimàtic subjacent, la seva retenció de precursors i productes deficients. Les formes clàssiques apareixen en la infància, i les formes no clàssiques apareixen al final de la infància. La presentació en pacients amb HSC clàssica es pot subdividir en dues formes: pèrdua de sal i virilització simple. La no clàssica (NC), es divideix depenent de si la deficiència de mineralocorticoides es presenta o no. Aquesta classificació sovint no és clínicament significativa, perquè tots els pacients perden sal fins a cert punt i les presentacions clíniques es poden superposar.

### Forma clàssica
Aquesta variant del dèficit de 21-OH afecta 1 de cada 16000 nadons.
Se’n distingeixen dos tipus depenent del grau d'activitat enzimàtica.

#### Síndrome de la pèrdua de sal
Aquesta síndrome, que representa el 75% de la forma clàssica, està caracteritzat per un grau màxim d'inactivitat enzimàtica. Això comporta un dèficit total de cortisol i aldosterona.
L'absència de cortisol produeix:
- Menor to muscular
- Menor inotropisme cardíac
- Hipoglucèmia
- Hiponatrèmia
- Deshidratació
- Hipotensió

L'absència d'aldosterona produeix:
- Hiponatrèmia, causada per una excessiva excreció de sodi per l'orina
- Hiperpotassèmia, causada per una disminució de l'eliminació de potassi per l'orina

Aquest quadre clínic també se sol associar a acidosi metabòlica, hipovolèmia i hipotensió.

#### Forma virilitzant simple
Aquesta forma, que representa el 25% restant d'afectats per la forma clàssica, es caracteritza pel fet que hi ha prou activitat enzimàtica per produir cortisol i aldosterona tot i que continua havent-hi una acumulació d'andrògens.

### Forma de presentació tardana o no clàssica
La forma no clàssica té una incidència d'1/500 nadons i és més freqüent en grups ètnics com ara els jueus.
En aquest cas hi ha prou activitat enzimàtica per produir les quantitats de cortisol i aldosterona adequades i evitar l'acumulació d'andrògens.
Tot i que els afectats neixen asimptomàtics poden presentar algunes alteracions lleus en edats més avançades.

## Clínica
| Defecte enzimàtic         | Clínica en nens | Clínica en nenes                                                                     |
| ------------------------- | --- | ------------------------------------------------------------------------------------ |
| FORMA DE LA PÈRDUA DE SAL | - Genital normals - Síndrome perd sal en període neonatal - Adrenàrquia prematura - Possible infertilitat                     | - Genitals ambigus - Síndrome perd sal en període neontatal                          |
| FORMA VIRILITZANT SIMPLE  | - Genitals normals - Penis allargat - Acceleració del creixement i edat òssia - Adrenàrquia prematura - Possible infertilitat | - Genitals ambigus - Acceleració del creixement i edat òssia - Possible infertilitat |
| FORMA NO CLÀSSICA         | - Genitals normals - Adrenàrquia prematura - Possible infertilitat                                                            | - Genitals normals - Clitoromegàlia - Adrenàrquia prematura - Possible infertilitat  |